# Пилибхит
Пилибхит — город и муниципальный совет в округе Пилибхит индийского штата Уттар-Прадеш.

## Характеристика
Пилибхит — северо-восточный округ административного района Барейли, расположенного в историческом регионе Рохилкханд в предгорьях Гималаев на границе с Непалом. Округ Пилибхит, согласно переписи 2001 года, — один из наименее населённых в Индии.

## Происхождение названия
Город получил своё имя от названия деревни Старый Пилибхит, которая впервые упоминается в XV веке. Деревня по прежнему существует, расположена на берегу реки Гхагхра. Предполагается, что название деревни возникло в связи с тем, что вокруг деревни для защиты от диких зверей была построена стена из жёлтой глины. Поэтому деревню стали называть Pili (жёлтая) Bhit (стена).

## Исторические факты
В 1772 году Пилибхит вошёл в состав государства маратхов, однако уже в 1801 году, когда Рохилкханд был завоёван англичанами, попал под власть Великобритании.
В округе Пилибхит имеется памятник борцам за освобождение Индии, повешенным англичанами в 1909 году. На месте казни установлен камень, на котором выбиты имена каждого из 21 повешенных.
Пилибхит неоднократно становился ареной массовых беспорядков, межнациональных и межрелигиозных (в основном между индуистами и мусульманами) столкновений. Последние значительные столкновения произошли в 1992 году в связи с событиями вокруг возможного сооружения храма Рамы в городе Айодхья. Тогда в Пилибхите погибло 37 человек.
Пилибхит находится в зоне высокого сейсмического риска, подвержен также постоянным наводнениям. Последнее катастрофическое наводнение произошло в сентябре 2008 года, унеся 43 человеческих жизни.